# 基輔動物園
基輔動物園（烏克蘭語：Київський Зоопарк）是烏克蘭首都基輔唯一的動物園，面積約40公頃（99英畝），為蘇聯時期該國最大的動物園之一。動物園有378名職員，年均遊客數約28萬人。動物園成立於1909年，現在飼養有328種，2600只動物。
基輔動物園園長在2022年2月24日俄羅斯開始入侵烏克蘭前大約一周起為入侵的可能性做準備。園長在以色列海法一位動物園園長的建議下，儲備了食物和材料，用於建造額外的圍欄或修復現有的圍欄。俄羅斯入侵烏克蘭後，動物園無限期關閉。動物園管理員表示，他們仍在照料裡面的動物，大約50名工作人員和大約30名家庭成員住在設施內照顧動物。一部份動物則在志工與烏克蘭軍方及波蘭協助下，經陸路疏散至波蘭波茲南的動物園。

## 画廊

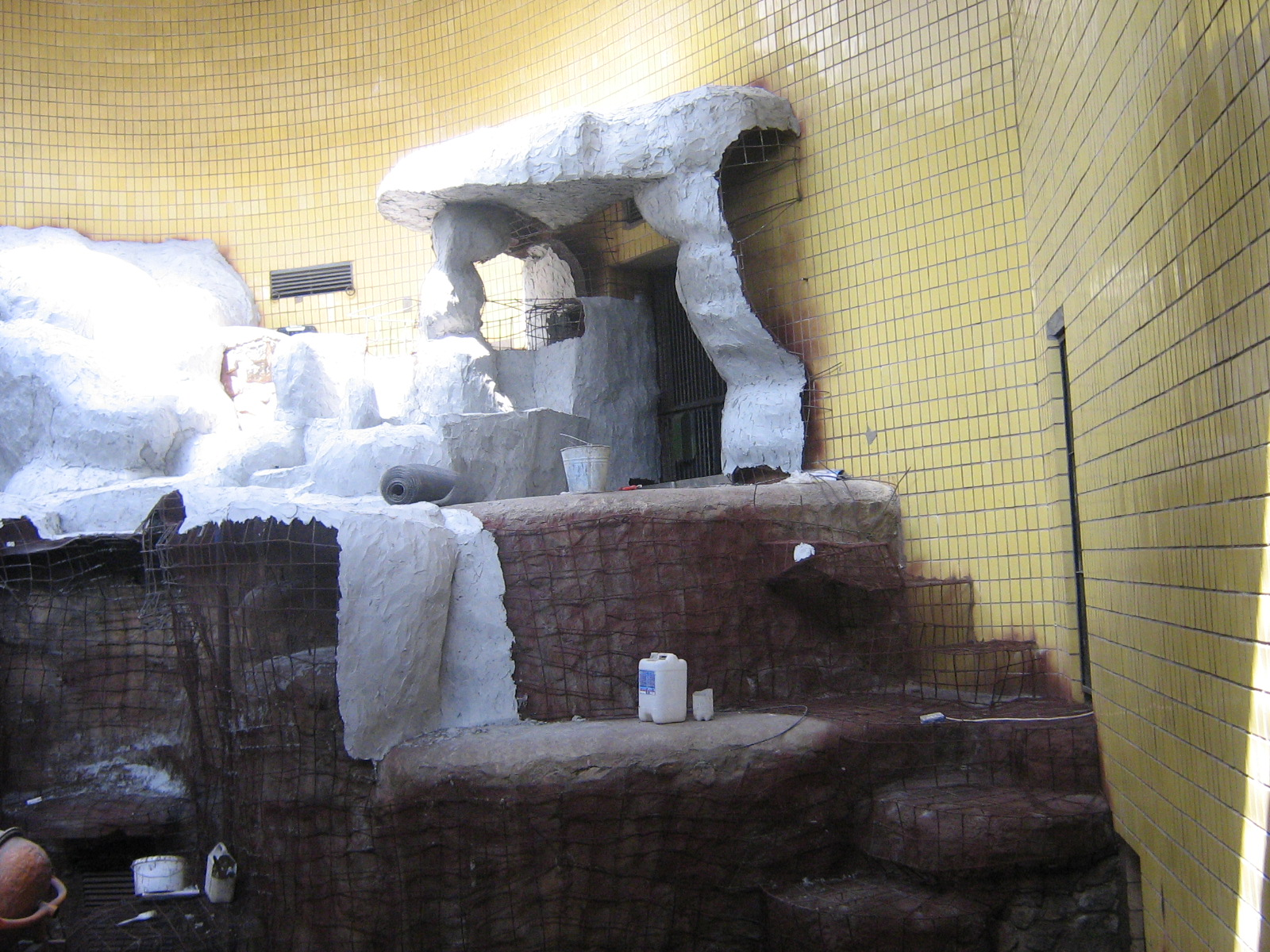
恢复灵长类动物的鸟舍
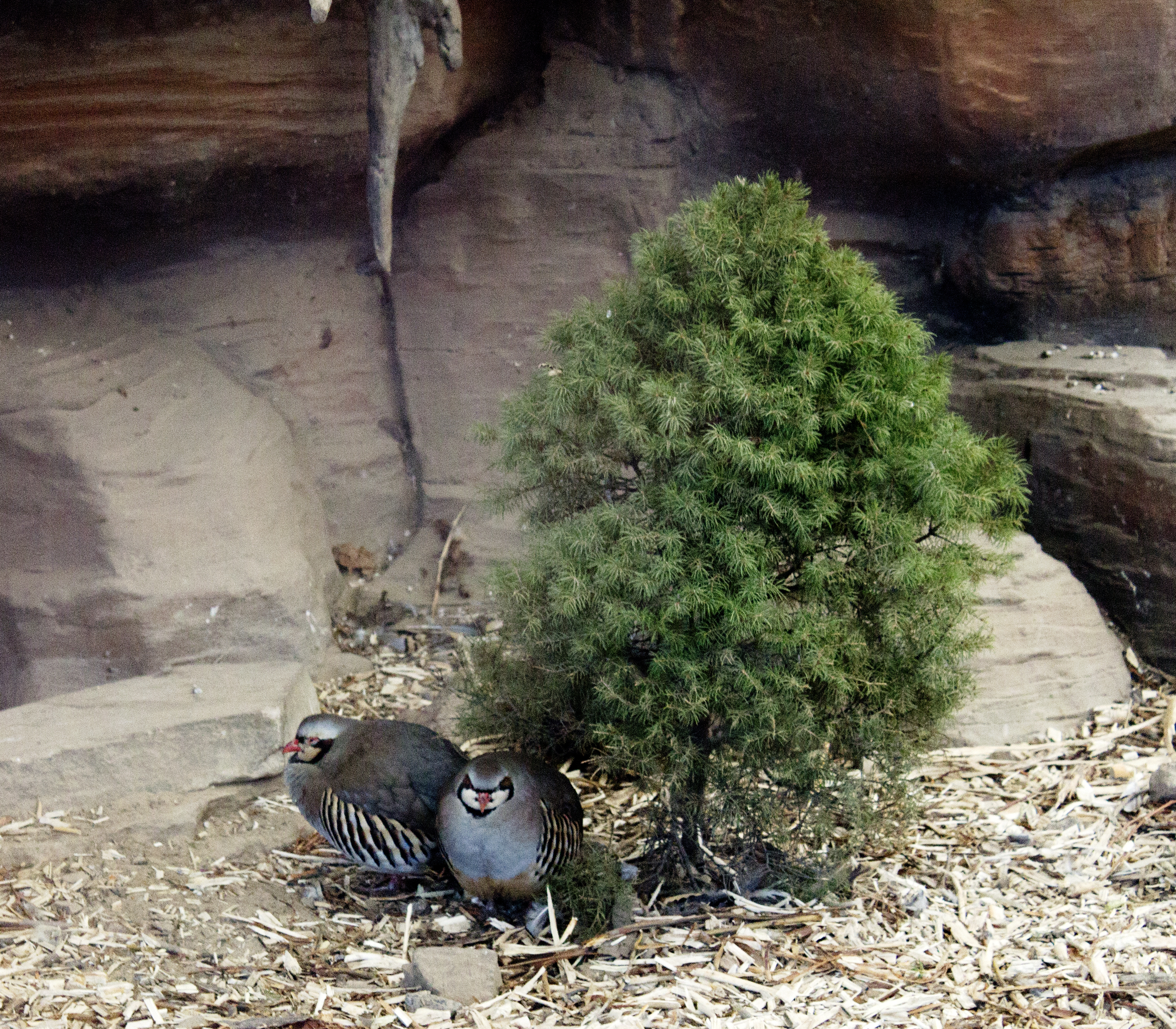
石鸡属
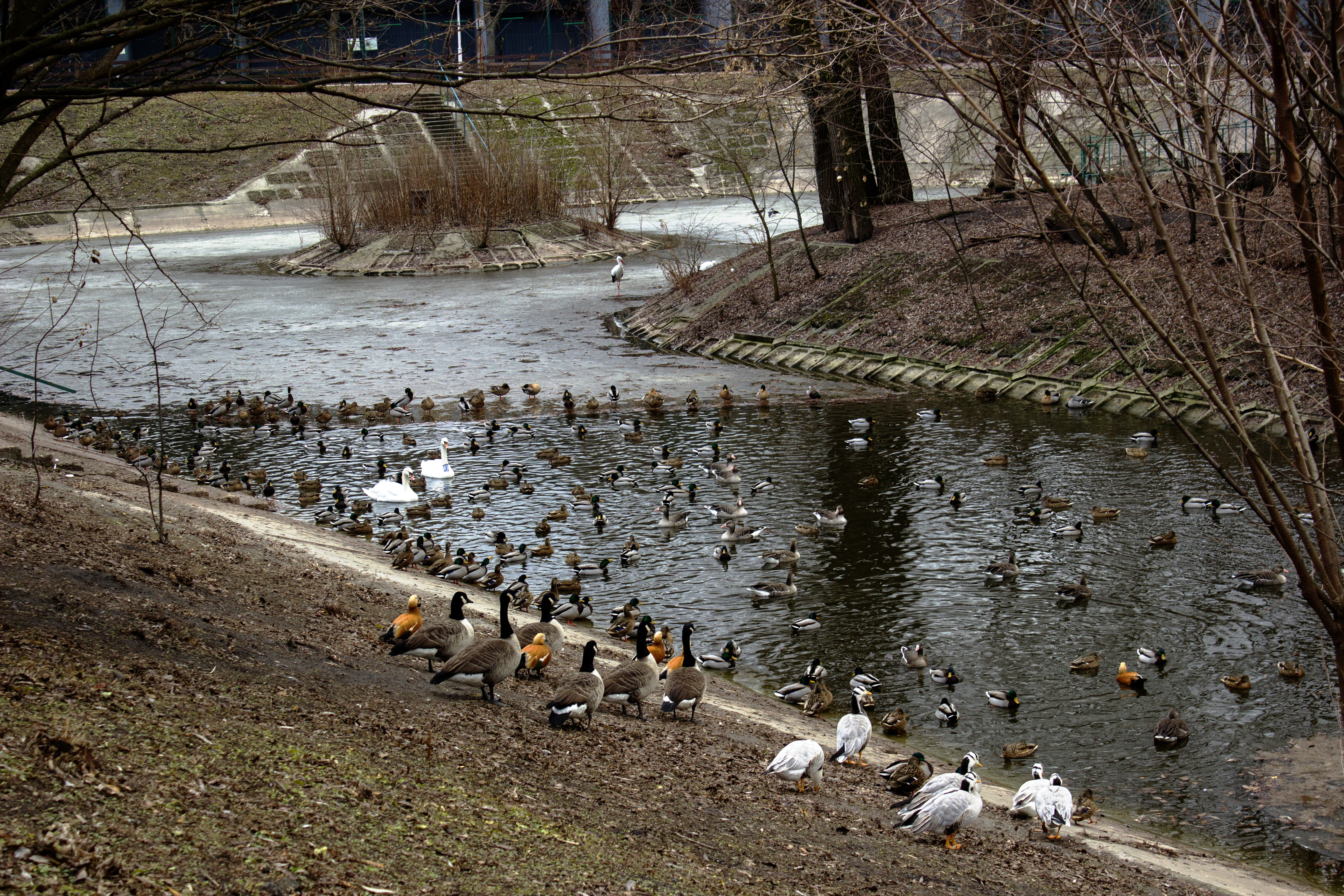
鸟池
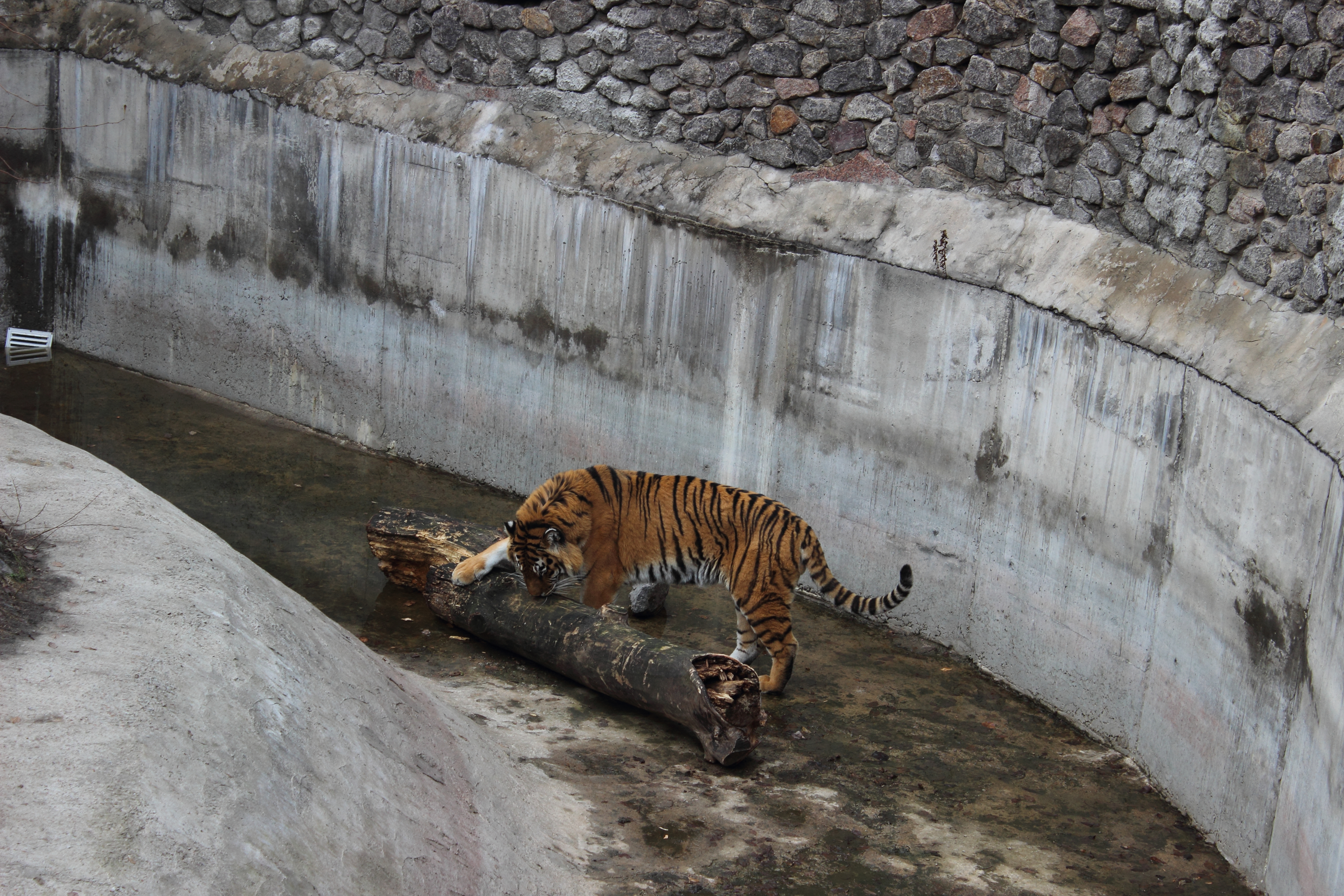
虎
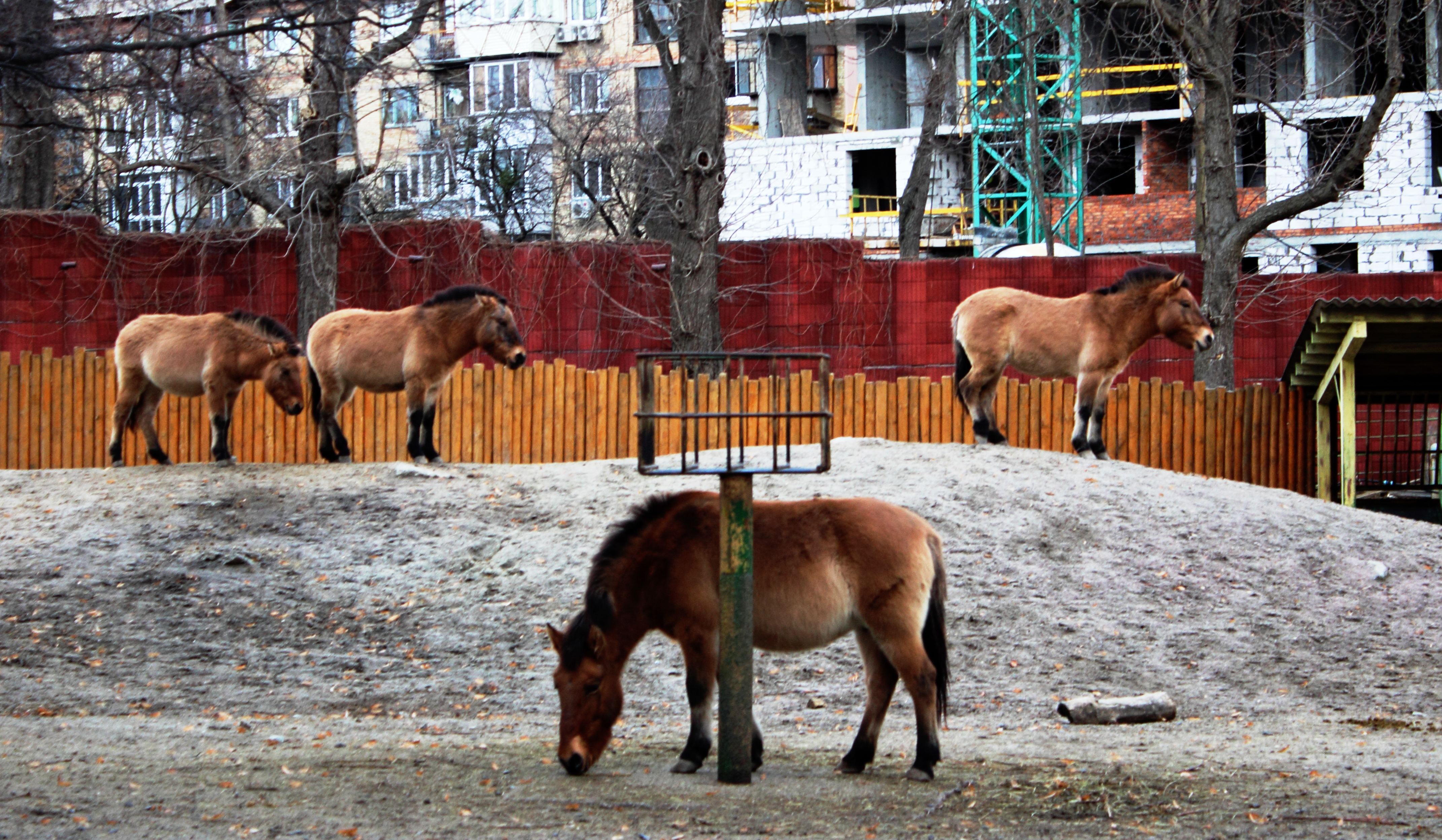
普氏野马
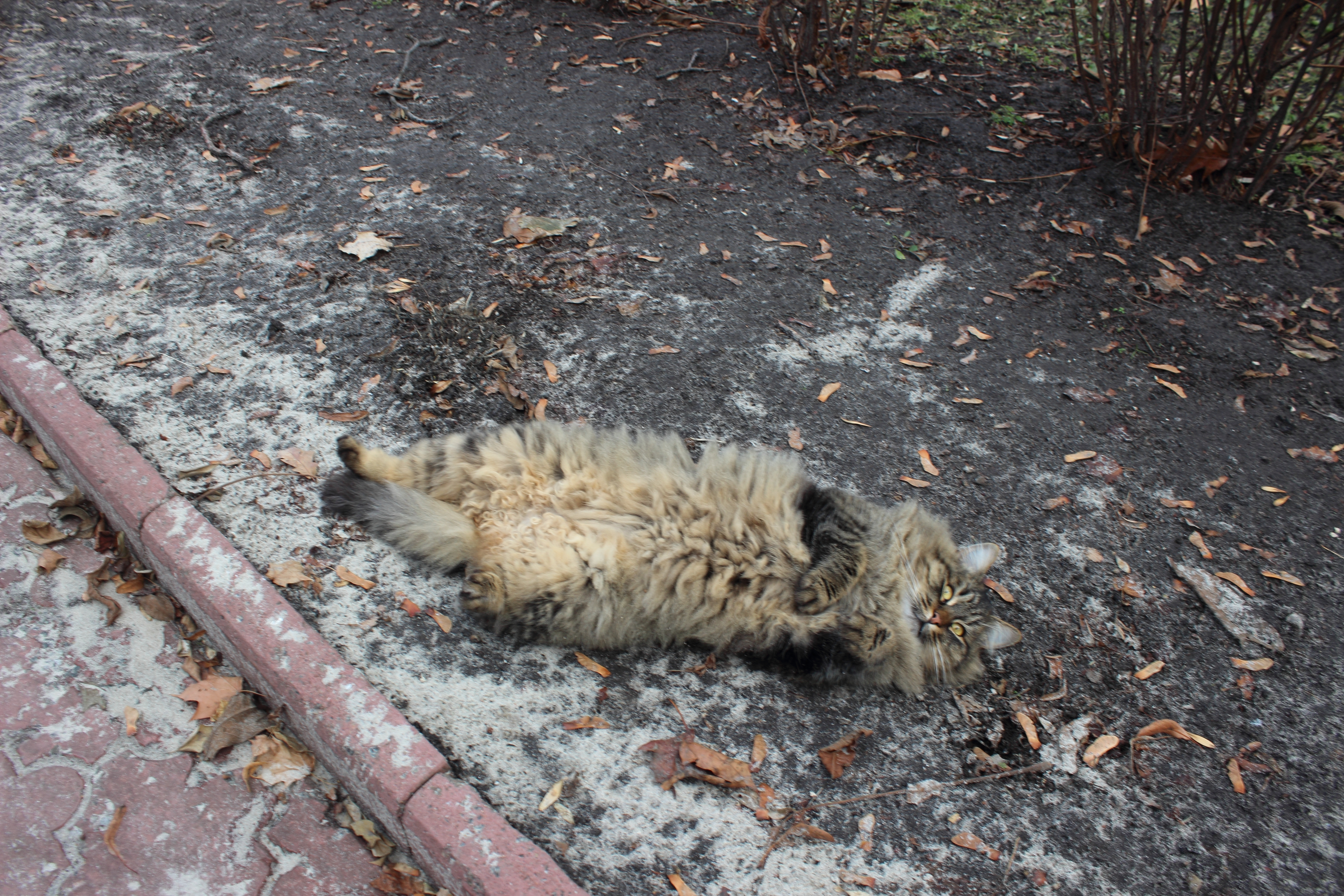
猫
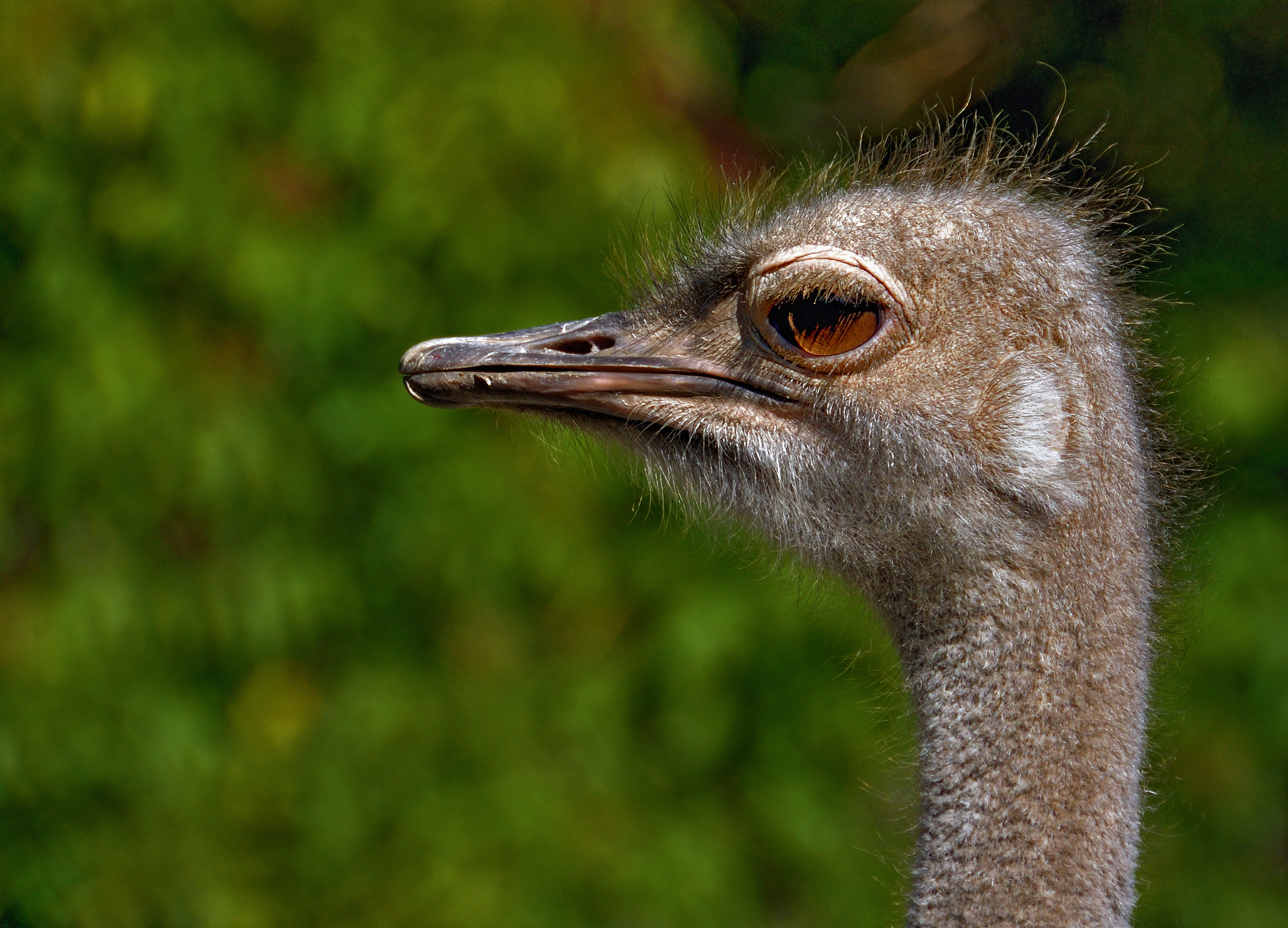
鸵鸟
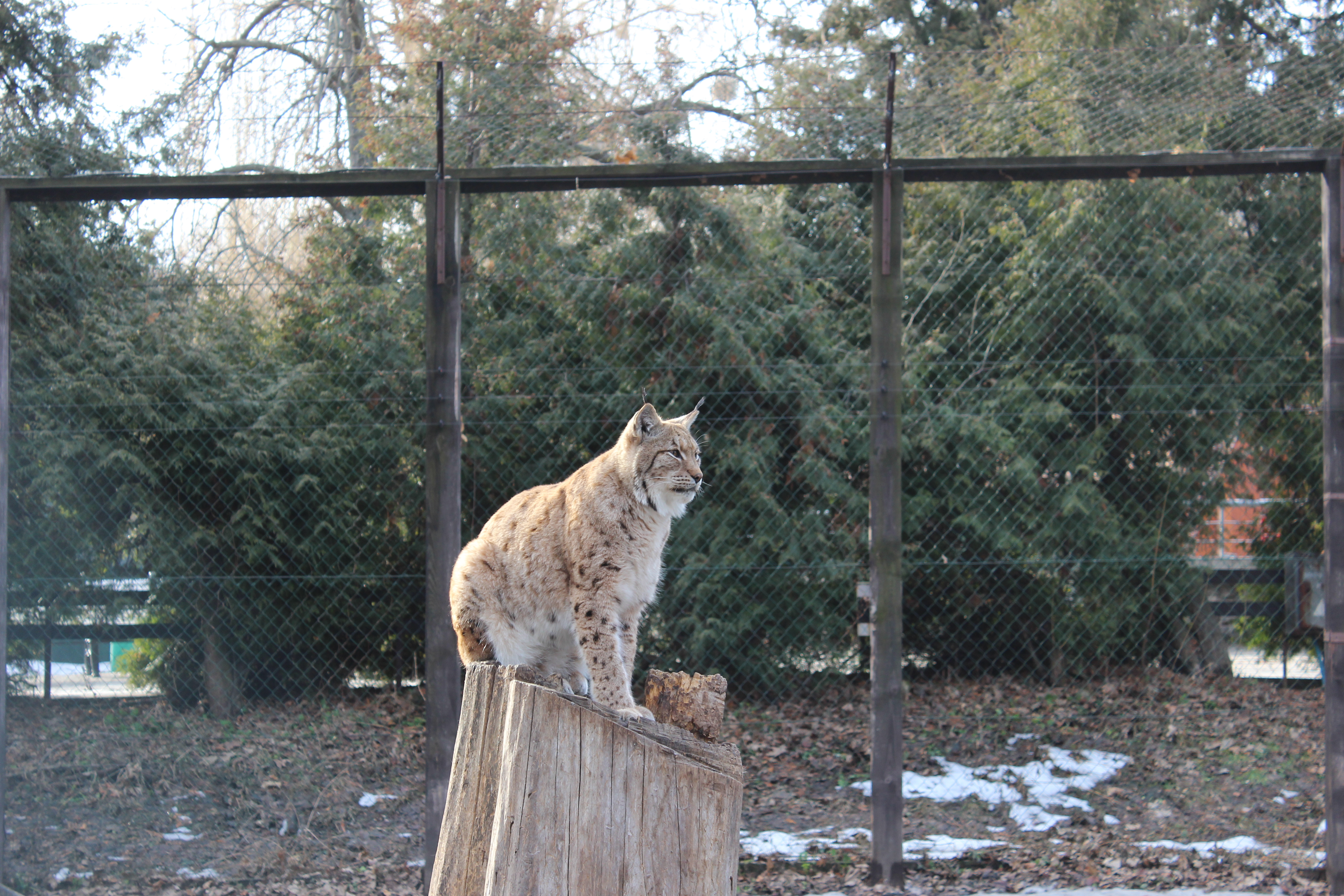
歐亞猞猁
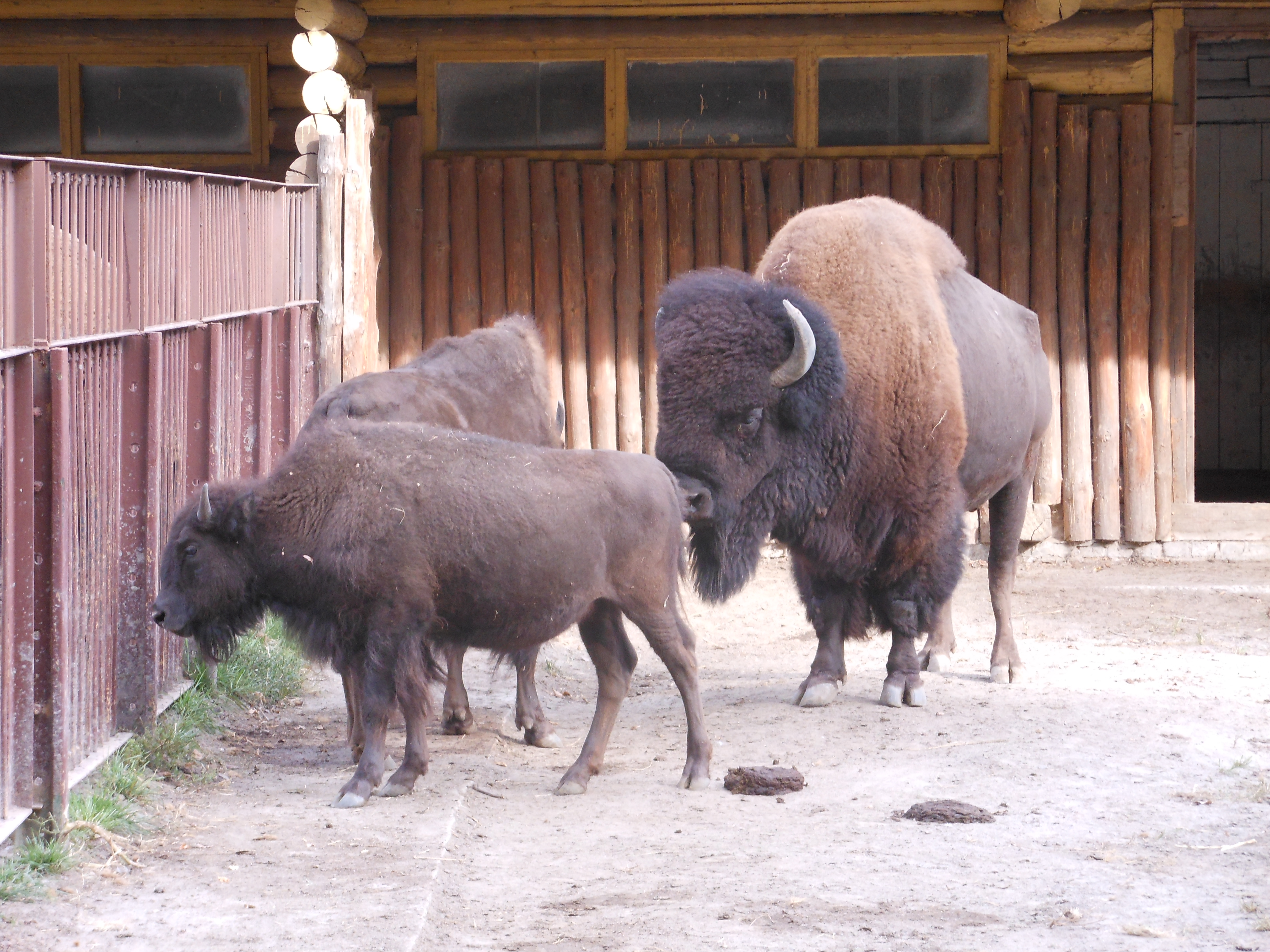
欧洲野牛
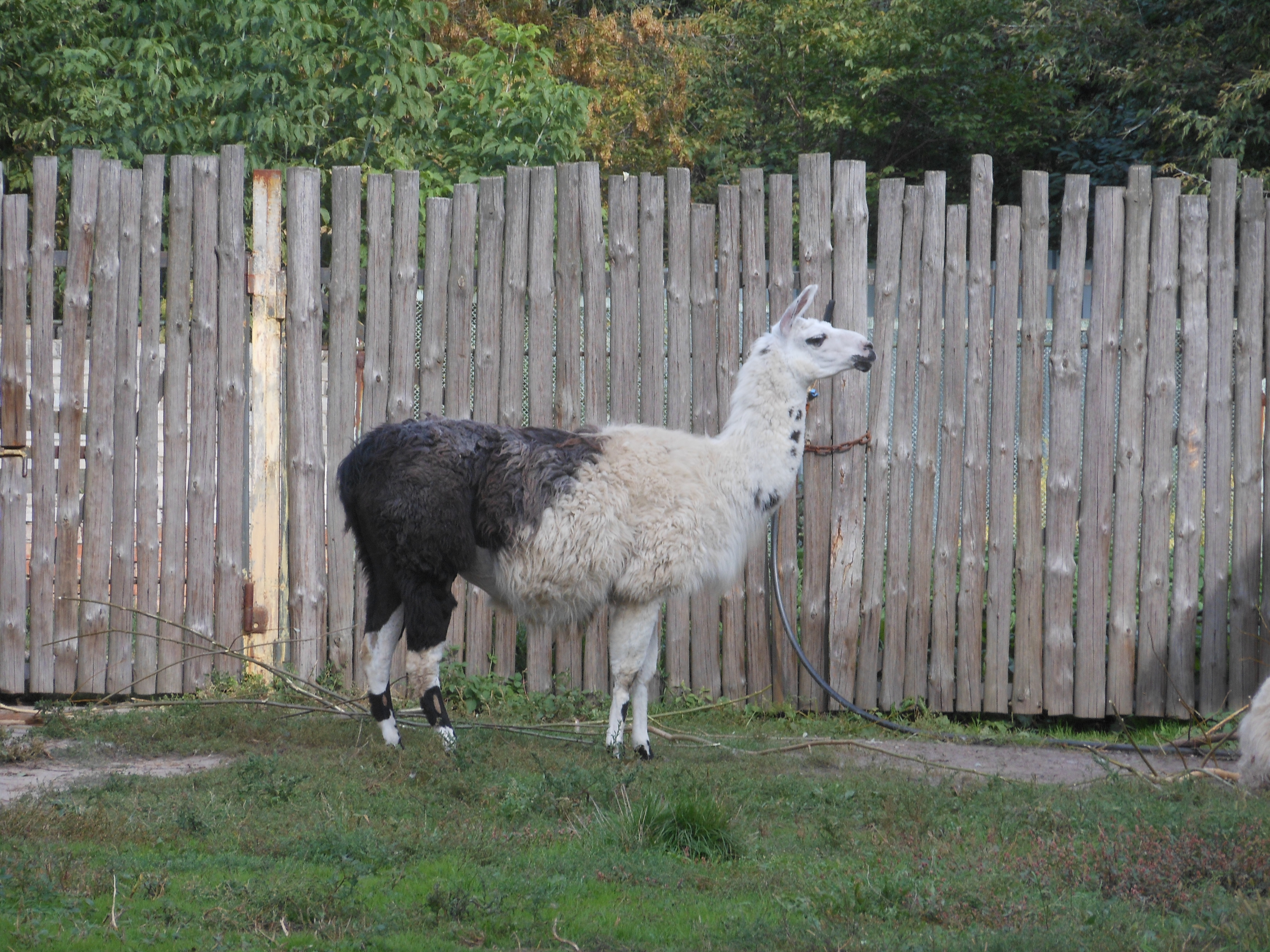
大羊駝
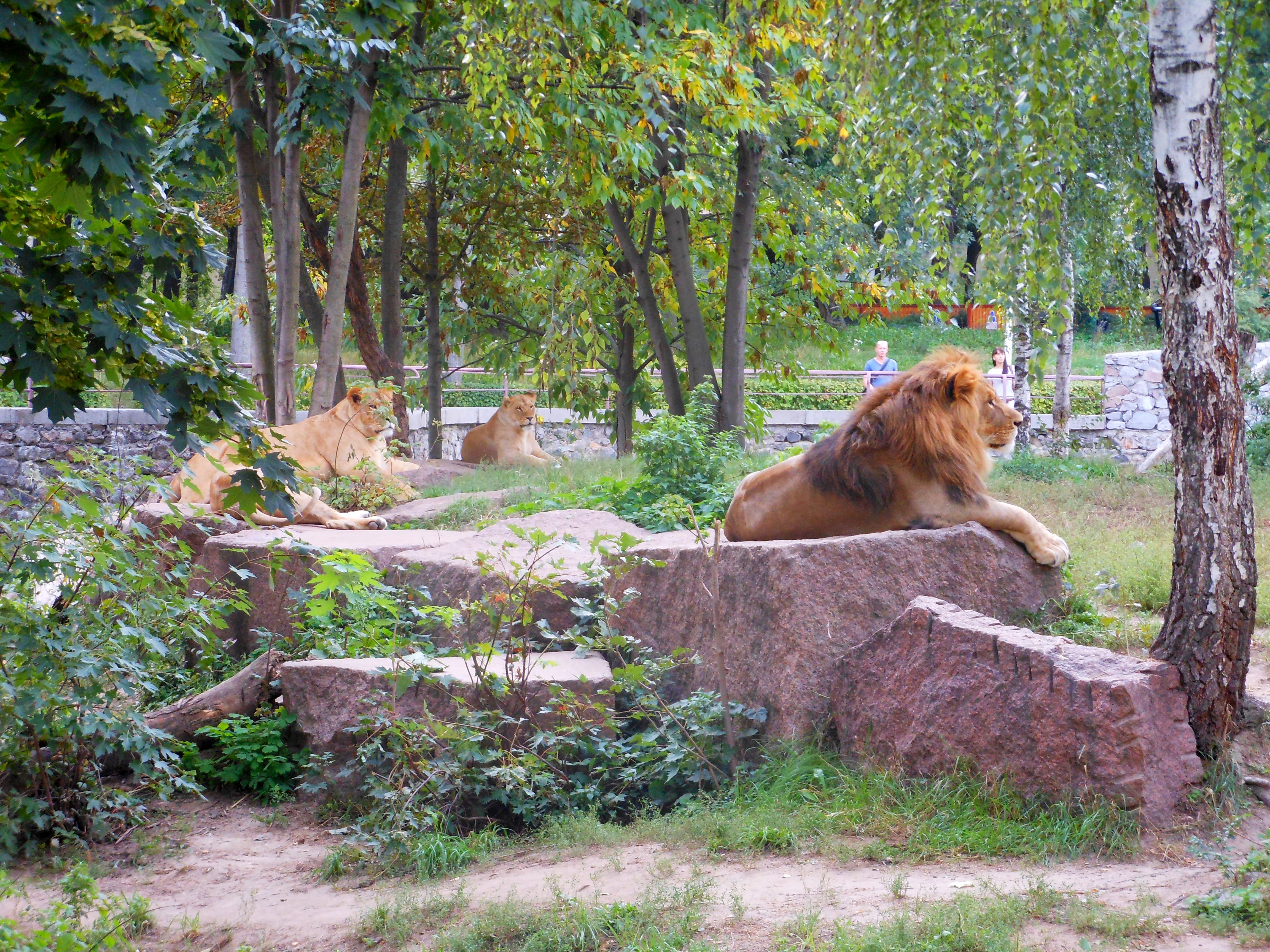
狮
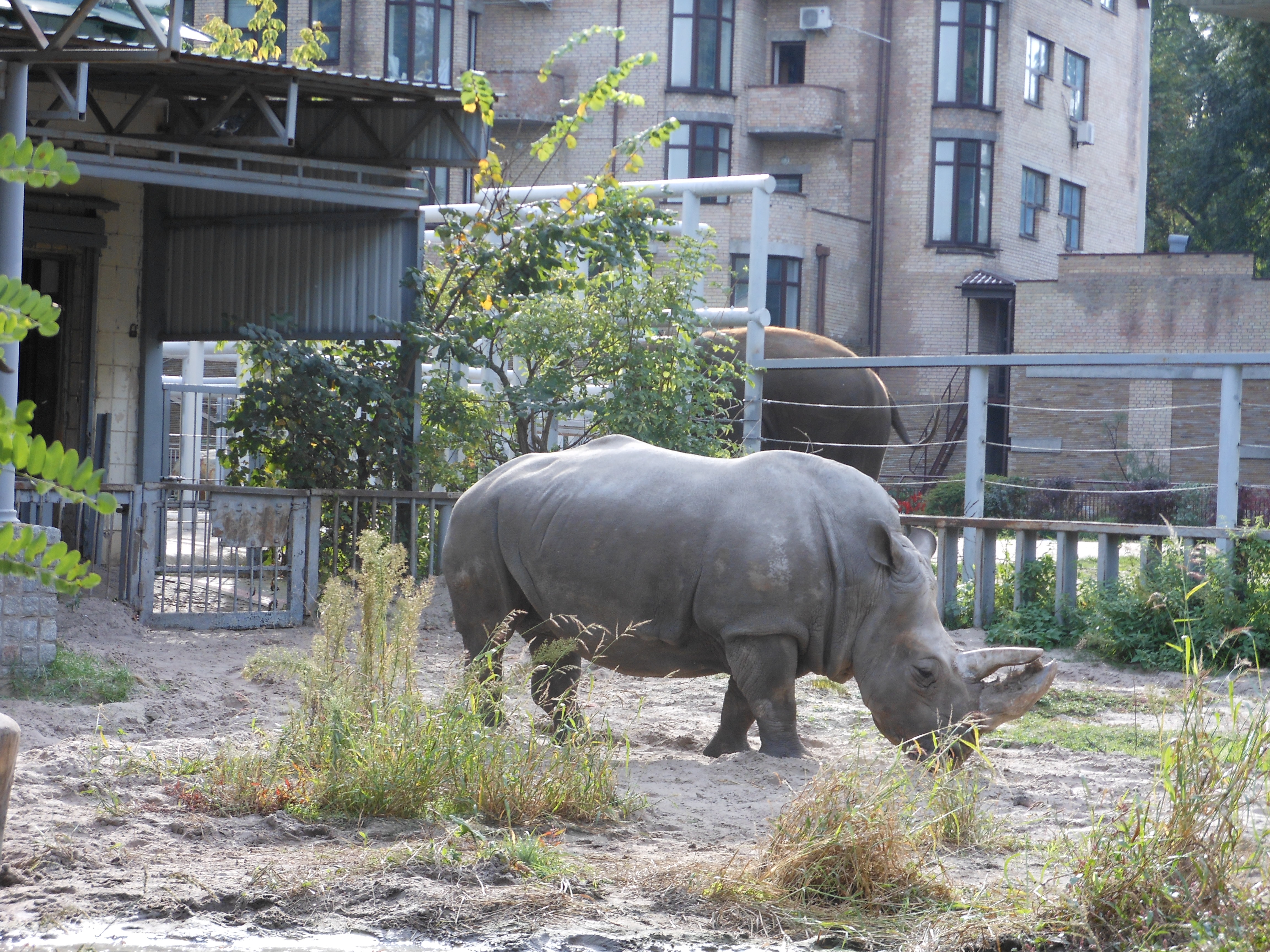
白犀
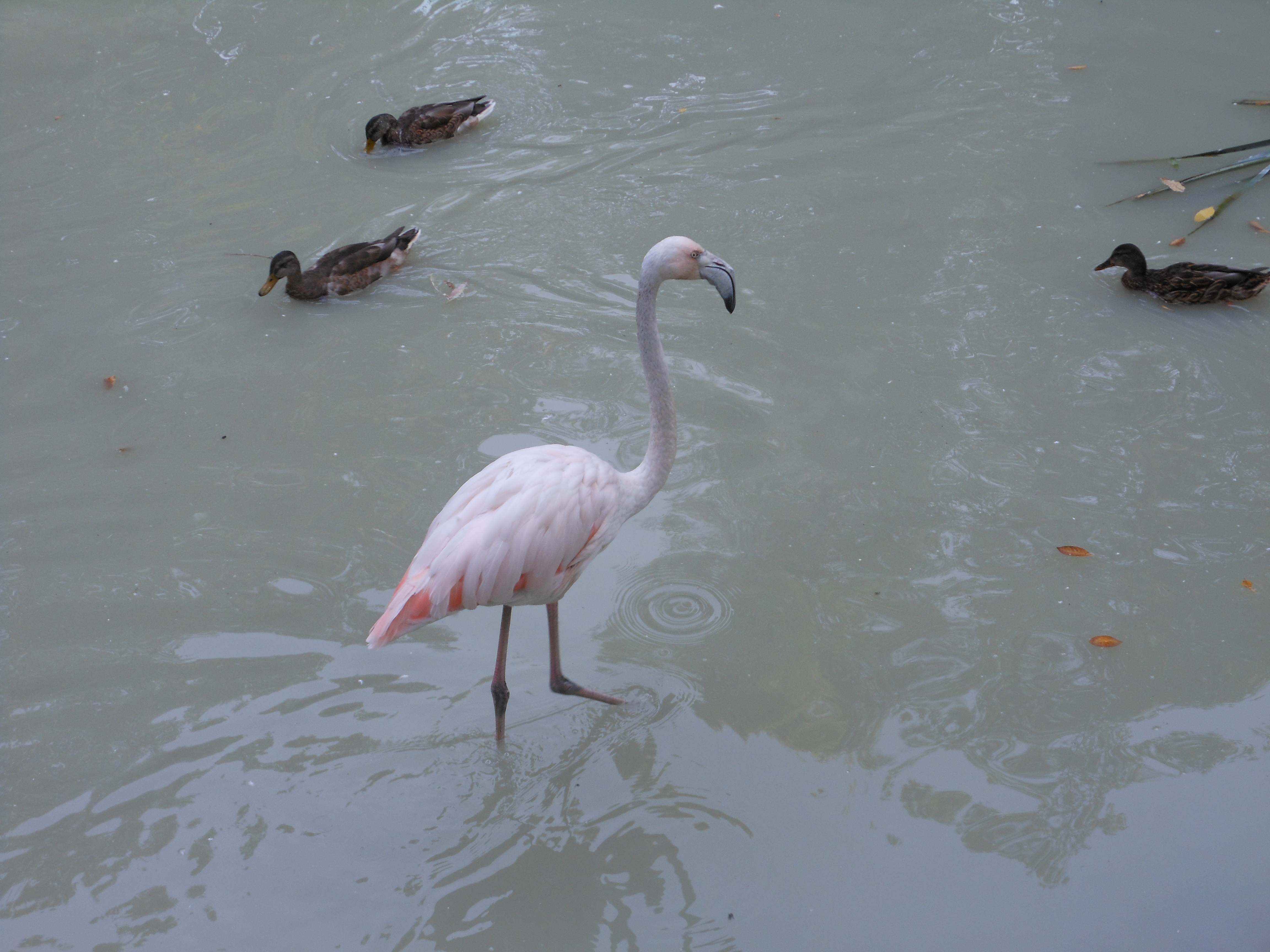
火烈鸟
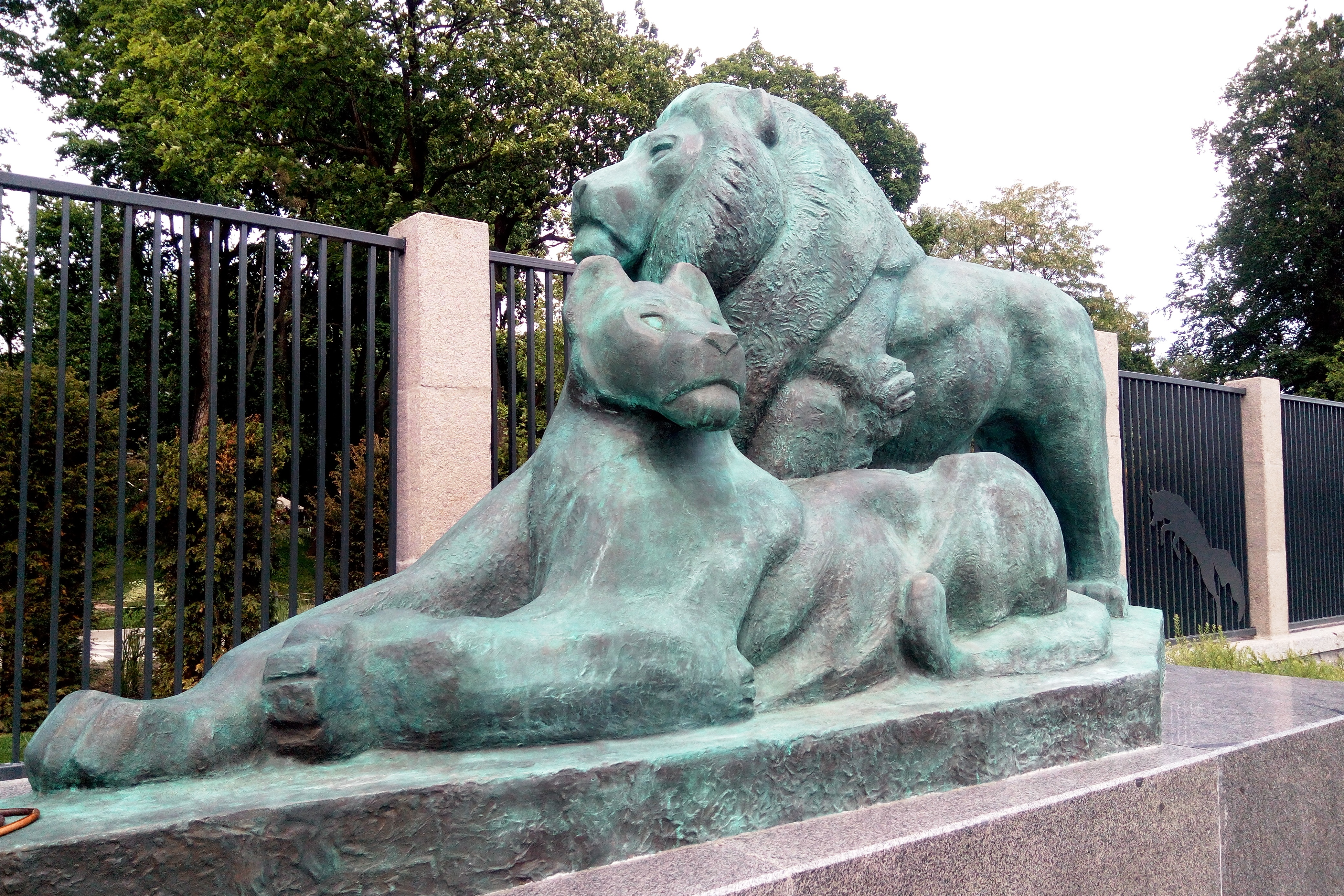
雕塑 《獅子和母獅》
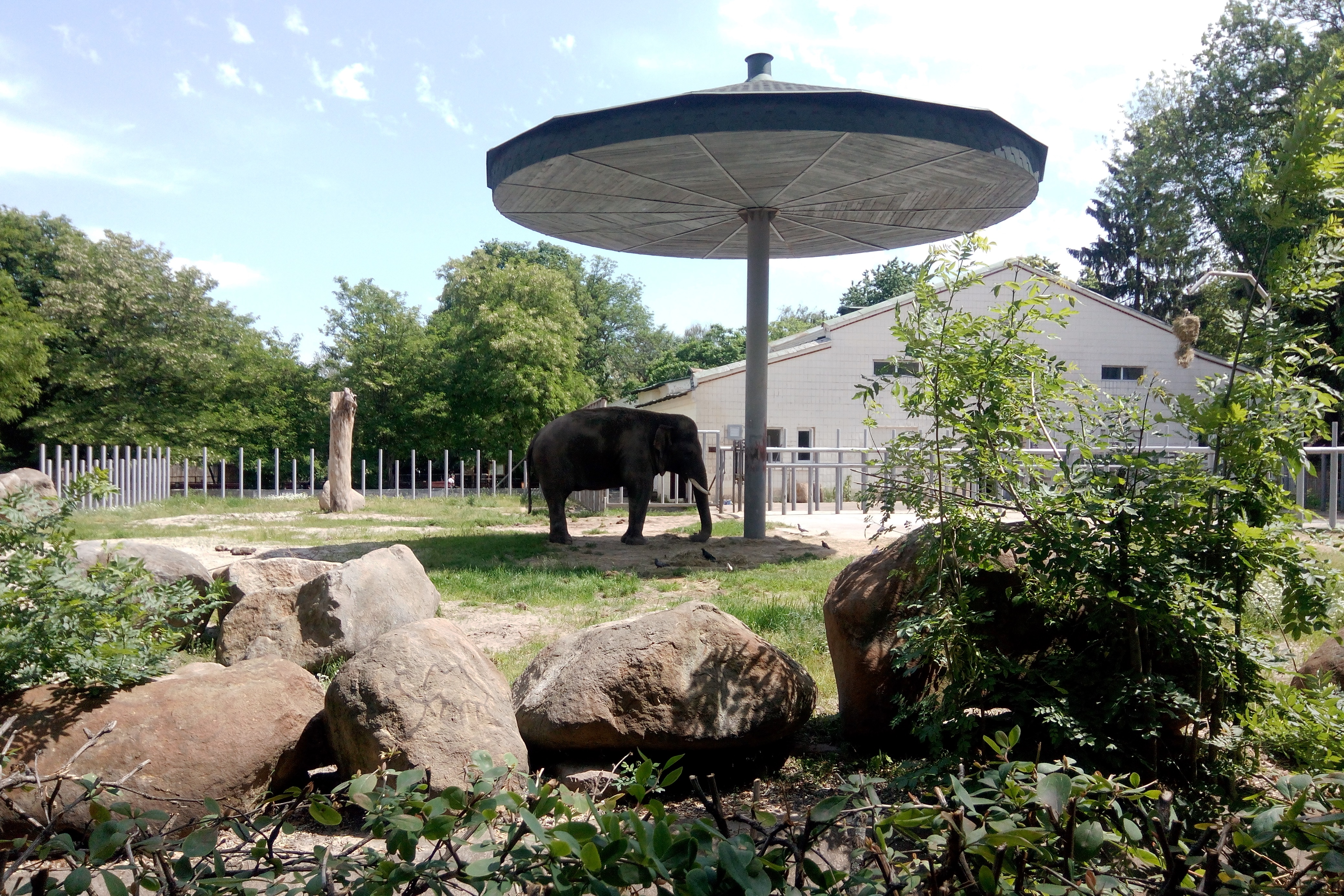
亚洲象
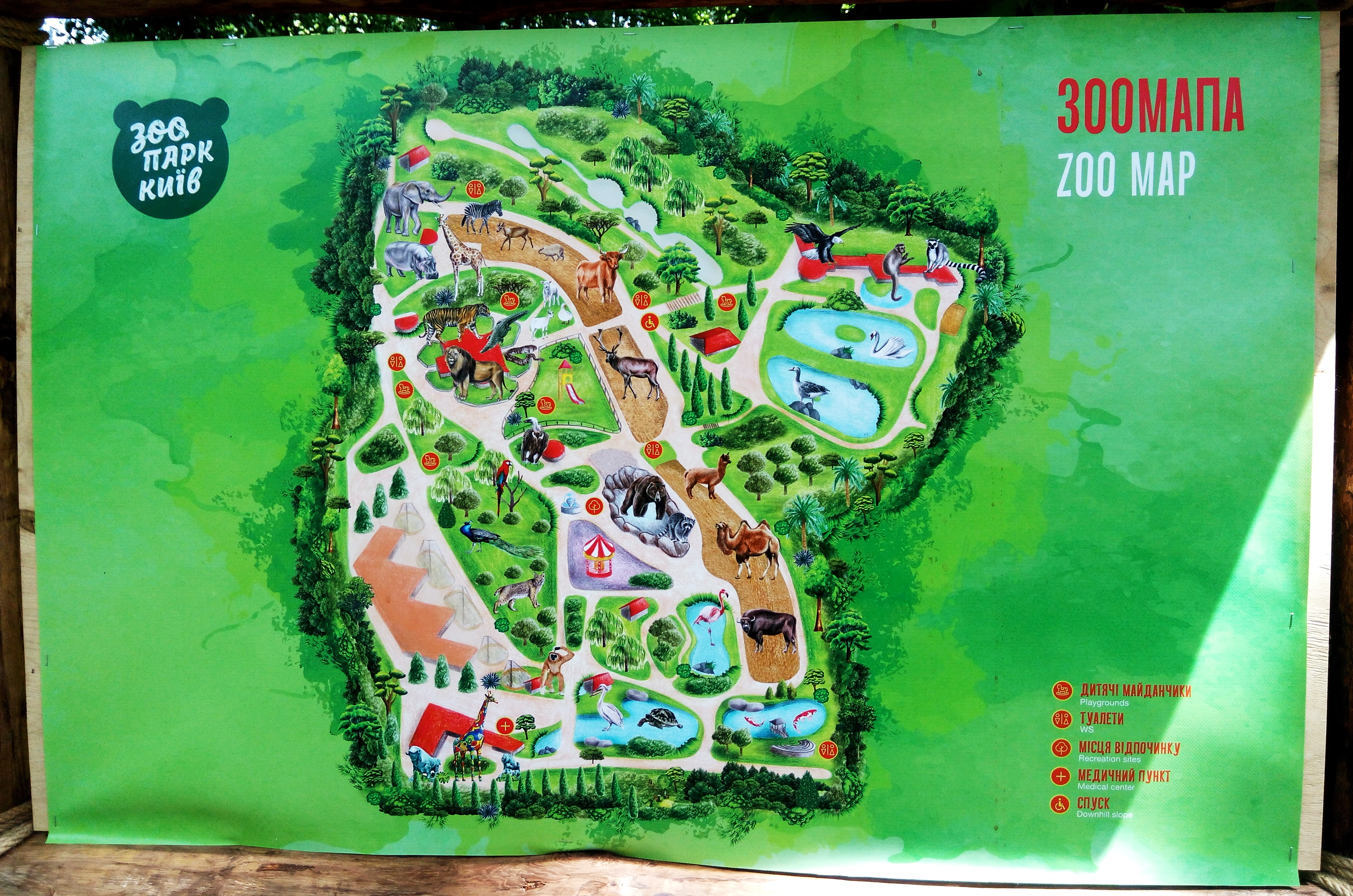
动物园 地图
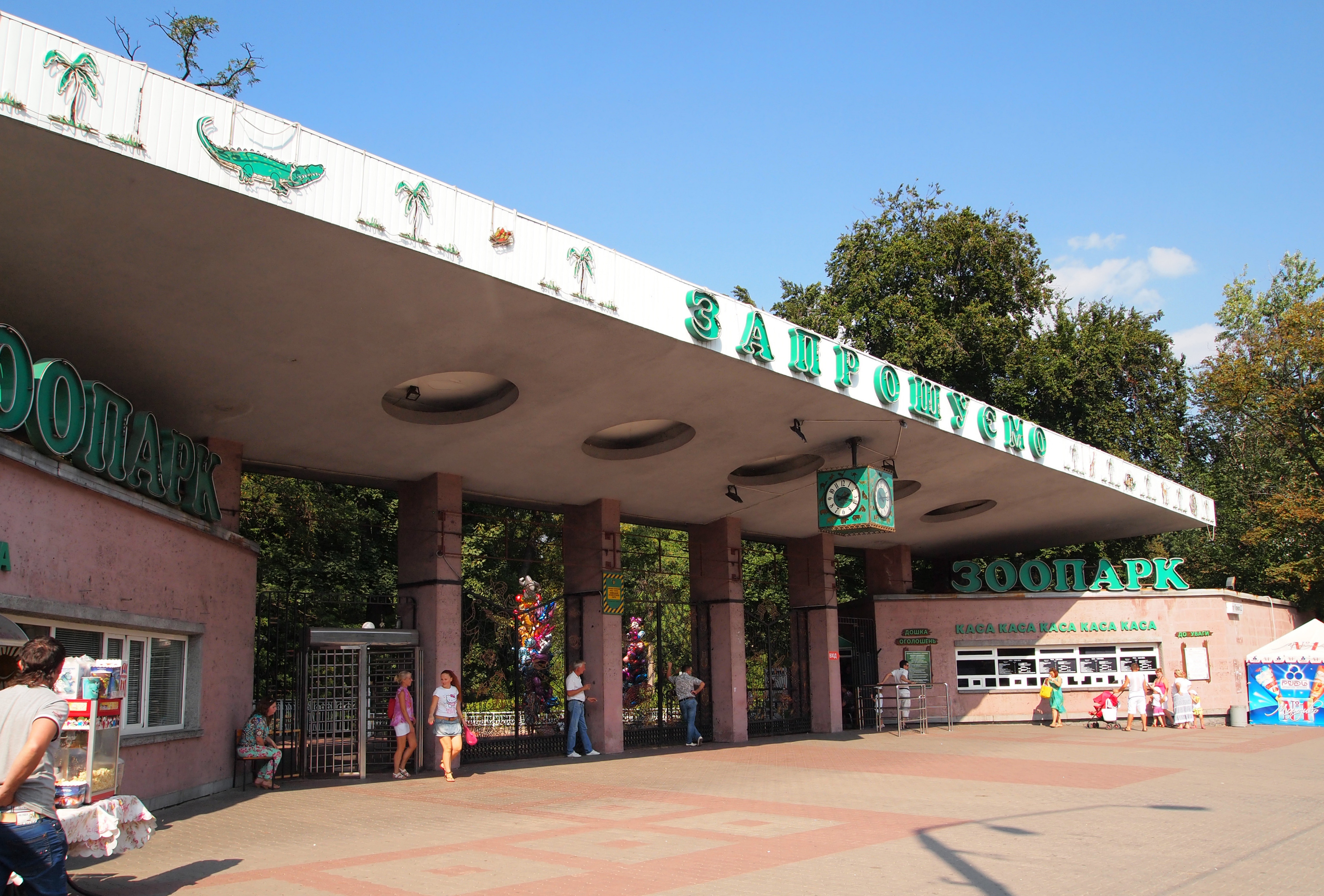
1968-2019年动物园正门

## 外部連結
- （英文） （俄文） Zoological Garden in Kiev（页面存档备份，存于） - unofficial website
- Kiev Info（页面存档备份，存于） - information about the zoo
- Kyiv Zoo getting ready for its 100th anniversary（页面存档备份，存于） - The Day
- （俄文） Kyiv zoo - public project
- The story about Kyiv Zoo by the site «Photo of Kyiv, Ukraine, Europe and other world»